# Samuel White Baker
Samuel White Baker (Londres 8 de junio de  1821-Devon, 30 de diciembre de  1893 ) fue un explorador británico, naturalista, cazador, ingeniero, escritor y abolicionista. También ostentó los títulos de pachá y general en el Imperio otomano. Ejerció como gobernador general de la zona del Nilo ecuatorial (hoy sur de Sudán y zona norte de Uganda) entre abril de 1869 y agosto de 1873, durante la dominación otomana de Egipto, estableciendo la provincia de Equatoria. 
Se le recuerda principalmente como explorador del río Nilo y del interior de África central y descubridor del lago Alberto, así como por sus hazañas como cazador en Asia, África, Europa y América del Norte. 
Baker también fue un prolífico escritor, dejó un número considerable de libros y artículos publicados. Era un amigo íntimo de rey del Reino Unido, Eduardo VII, quien, como príncipe de Gales, visitó a Baker en Egipto. Otras de sus notables amistades fue los exploradores  Henry Morton Stanley, Roderick Murchison, John Hanning Speke y James Augustus Grant, o el gobernador de Egipto, el pachá Ismail El Magnífico, el general Charles George Gordon y el  maharajá Duleep Singh.

## Biografía

### Primeros años
Samuel White Baker nació en una acaudalada familia, pues su padre era comerciante de azúcar, banquero y armador, con vínculos mercantiles en las Indias Occidentales. Baker estudió en varias escuelas privadas antes de completar sus estudios en Fráncfort, en 1841. Se graduó como ingeniero civil.
En agosto de 1843 se casó con su primera esposa, Henrietta Ann Bidgood Martin. Se mudaron a Mauricio, supervisando la plantación familiar. Después de pasar dos años allí, el deseo de viajar los llevó en 1846 a Ceilán, donde al año siguiente fundó un asentamiento agrícola en Nuwara Eliya. Con la ayuda de su familia, trajo emigrantes de Inglaterra, junto con razas selectas de ganado, y en poco tiempo el nuevo asentamiento fue un éxito. Tras doce años de matrimonio, su esposa Henrietta falleció de fiebre tifoidea, dejando a Samuel viudo a los treinta y cuatro años. Sus dos hijos y su hija (Jane) también murieron jóvenes. Baker dejó a sus cuatro hijas supervivientes al cuidado de su hermana soltera.
Tras un viaje a Constantinopla y Crimea en 1856, se trasladó a Constanza y ejerció como superintendente real para la construcción de un ferrocarril y puentes sobre el río Dobruja, conectando el Danubio con el mar Negro. Tras finalizar el proyecto, realizó una gira de varios meses por el sureste de Europa y Asia Menor.

### Viajes por Europa del Este
Mientras Baker visitaba al duque de Atholl en su coto de caza en Escocia, se hizo amigo del maharajá Duleep Singh. Entre 1858 y 1859 ambos emprendieron un extenso viaje de caza por Europa central y los Balcanes. En la última parte del viaje, Baker y el maharajá alquilaron un barco de madera en Budapest, que finalmente fue abandonado en el Danubio helado. Continuaron hasta Vidin, donde, para divertir al maharajá, Baker fue al mercado de esclavos. Allí, Baker se enamoró de una esclava blanca destinada al pachá otomano de Vidin. Baker sobornó a los asistentes de la joven y huyeron juntos en un carruaje. Finalmente, Florence se convirtió en su amante y esposa y lo acompañó a todos sus viajes. 

### Exploración del África central

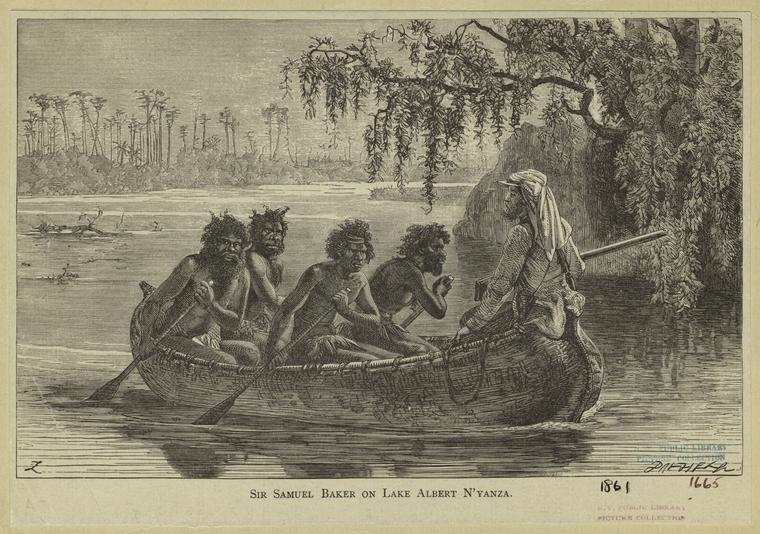
Samuel Baker en el lago Alberto

En marzo de 1861 emprendió, acompañado de Florence, su primer viaje de exploración por África central, a petición de la Real Sociedad Geográfica, con la esperanza de encontrarse con la expedición al mando de Speke y Grant cerca del lago Victoria. Tras pasar un año en la frontera entre Sudán y Etiopía, durante el cual aprendió árabe, exploró el río Atbara y otros afluentes del Nilo, y demostró que los sedimentos del Nilo provenían de Etiopía. Llegó a Jartum, ciudad que abandonó en diciembre de 1862 enviado por cónsul inglés, John Petherick, para seguir el curso del Nilo Blanco y encontrar a los exploradores. Baker remontó el Nilo navegando en pequeñas embarcaciones de vapor. 
Dos meses después, en Gondokoro, se encontró con Speke y Grant, quienes, tras ser guiados por los africanos locales hasta la fuente del Nilo, seguían el río hasta Egipto. Baker les proporcionó embarcaciones para que pudieran llegar hasta Jartum con los escasos porteadores que aún les acompañaban. El éxito Speke y Grant le hizo a Baker temer que no quedara nada por lograr para su propia expedición, pero los dos exploradores le informaron de la existencia de un gran lago al noroeste del lago Victoria. Los Baker se lanzaron a la búsqueda del lago, a pesar de las dificultades del viaje, pues en cerca de un año apenas recorrieron doscientos cincuenta kilómetros. Se vieron obligados a unirse a una caravana negrera para poder continuar y consiguieron llegar a Mrooli, donde fueron recibidos con los honores debidos a los «hermanos» de Speke por el rey local, Kamrasi. Este recela de las intenciones de los europeos y las relaciones se acabaron tensando hasta que los Baker abandonaron Bunyoro en marzo de 1864 hacia el oeste.
Finalmente, consiguieron lograr la primera visita europea al lago Alberto, avistando el lago el 14 de marzo de 1864. Baker, que  bautizó el lago con el nombre del difunto esposo de la reina Victoria, supuso que había descubierto las segunda fuentes del Nilo, pero se formó una idea exagerada de la importancia de las fuentes del lago Alberto en su contribución al caudal del Nilo, que en realidad solo añaden un 15% al caudal del Nilo en este punto, y el resto lo proporciona principalmente la salida del lago Victoria. Durante su estancia en esta zona, Baker y su esposa se convirtieron en los primeros europeos en ver una importante catarata, a la que Baker bautizó como cataratas Murchison en honor al entonces presidente de la Real Sociedad Geográfica, Roderick Murchison. Emprendieron el viaje de regreso, igualmente complicado, pero finalmente, con la ayuda de Kamrasi, consigieron llegar a Jartum en mayo de 1865.

### Regreso a Inglaterra

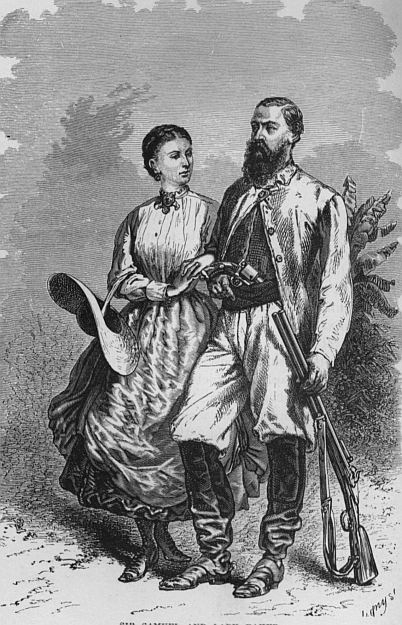
Florence y Samuel Baker

En octubre del año siguiente, Baker regresó a Inglaterra con su esposa, quien lo había acompañado en sus peligrosos y difíciles viajes por África. Ese mismo año, 1866, Baker publicó su relato, titulado The Albert Nyanza, en el que describe con detalle el paisaje recorrido, pero en el que muestra sus prejuicios sobre las culturas del África central, hablando del «carácter supuestamente bárbaro y salvaje de los pueblos de los grandes lagos».
En reconocimiento a sus logros, la Real Sociedad Geográfica  le otorgó la Medalla del Fundador, y la Sociedad Geográfica de París le otorgó una distinción similar. 
En 1865 se casó con Florence y en agosto de 1866 fue nombrado caballero. En 1869, viajó con el futuro rey Eduardo VII (en aquel momento príncipe de Gales) por Egipto.
Baker nunca recibió el mismo reconocimiento que otros exploradores británicos contemporáneos de África. La reina Victoria, en particular, evitó conocer a Baker debido a la irregularidad de su relación con Florence. Un proceso judicial que involucró a su hermano Valentine Baker, tras agredir sexualmente a una mujer en un tren, también perjudicó sus posibilidades de una mayor aceptación por parte de la clase dirigente victoriana.

### Gobernación de Equatoria

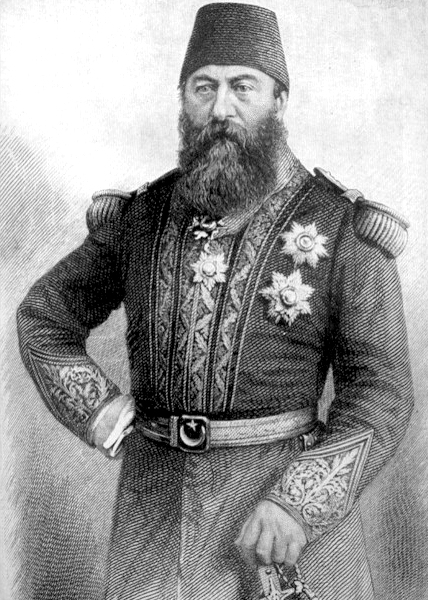
Samuel Baker como pachá

En 1869, a petición del jedive Ismail Pachá, Baker dirigió una expedición militar a las regiones ecuatoriales del Nilo con el objetivo de suprimir la trata de esclavos y abrir camino al comercio y la civilización. Antes de partir de El Cairo con una fuerza de 1700 soldados egipcios —muchos de ellos convictos licenciados—, se le concedió el rango de pachá y mayor general del ejército otomano. Lady Baker, como otras veces, lo acompañó en la expedición. 
El jedive lo nombró gobernador general del nuevo territorio de Equatoria durante cuatro años con un salario de diez mil libras esterlinas anuales. Tuvo que enfrentarse a innumerables dificultades, como el bloqueo del río en Sudd, la hostilidad de los funcionarios interesados en el tráfico de esclavos o la oposición armada de los nativos, pero logró implantar en el nuevo territorio las bases sobre las que otros podrían construir una administración. No fue hasta el vencimiento del plazo de cuatro años que Baker regresó a El Cairo, dejando su labor al nuevo gobernador, el coronel Charles George Gordon.

### Vida posterior
Baker pasó varios inviernos en Egipto y viajó por la India, las Montañas Rocosas y Japón en busca de caza mayor. Mantuvo correspondencia con personas de diversas opiniones sobre los asuntos egipcios, oponiéndose firmemente al abandono de Sudán por parte del Imperio Británico y, posteriormente, instando a su reconquista. Además de estas cuestiones, las de defensa y estrategia marítimas fueron su principal interés en sus últimos años.
En noviembre de 1874 compró la finca Sandford Orleigh en Newton Abbot, Devon, donde murió después de un ataque cardíaco, a la edad de 72 años, en 1893.

## Algunas publicaciones
- The rifle and the hound in Ceylon. – London : John Murray, 1853 <Neuauflage: Stackpole Books, 2002. – ISBN 1-58976-196-0> – online
- Eight years' wanderings in Ceylon. – London : Longman, 1855 – online
- The Albert Nyanza, great basin of the Nile, and explorations of the Nile sources. 2 vols. London 1866
- The Nile tributaries of Abyssinia. London 1867
- Cast up by the Sea. Macmillan & Co. London 1868
- Ismailia. 2 vols. London 1874
- Cyprus as I saw it in 1879. London 1879
- Wild Beasts and their Ways
- True tales for my Grandsons